# Deutscher Bundesverband der Spielmanns-, Fanfaren-, Hörner- und Musikzüge
Der Deutsche Bundesverband der Spielmanns-, Fanfaren-, Hörner- und Musikzüge e. V. war ein Dachverband der deutschen Laien-Musikvereine. Ziel des Verbandes war der Zusammenschluss aller Musikzüge in der Bundesrepublik Deutschland.
Laut Beschluss des Amtsgerichts Köln wurde am 17. Dezember 2012 wegen Zahlungsunfähigkeit und Überschuldung das DBV-Insolvenzverfahren eröffnet und am 29. Juni 2016 mangels zu verteilender Masse ohne Schlussverteilung aufgehoben. Der Verein ist aus dem Vereinsregister gelöscht.

## Ziele
Die Ziele und Aufgaben des Bundesverbandes waren:
- Durchführung von Fachschulungen für Spielmanns-, Fanfaren-, Hörner- und Musikzüge zum Zwecke der Erhaltung und Förderung der Musik.
- Durchführung Deutscher Meisterschaften und internationalen Veranstaltungen.
- Förderung und Heranbildung des Nachwuchses innerhalb der Mitgliedsverbände und Mitgliedsvereine unter Berücksichtigung anerkannter jugendpflegerischer Maßnahmen.
- Erfassung und einheitliche Ausbildung der Wertungsrichter auf Bundesebene.

## Organisation / Landesverbände
Dem Deutschen Bundesverband (kurz DBV) waren 9 Landesverbände als Unterorganisationen unterstellt. Die Landesverbände waren neben der strukturierten Organisation der Musikzüge auf Landesebene auch für die Durchführung der Landesmeisterschaften zuständig, die als Qualifikationswettkampf für die Deutschen Meisterschaften abgehalten w.
- Musik- und Show Verband Hessen
- Verband für das Spielmannswesen in Baden-Württemberg
- Musikverband Niedersachsen
- Spielmanns – Vereinigung Schleswig-Holstein 1977 e. V.
- Landesmusikverband Sachsen-Anhalt
- Musikverband Nordrhein-Westfalen
- Landesverband für Spielmannswesen Rheinland-Pfalz
- Verband für Fanfaren-, Musik-, Spielmanns- und Showwesen Saarland e. V.
- Landesverband für Spielmannswesen in Bayern

## Deutsche Meisterschaften
Der DBV hat die Aufgabe, alle zwei Jahre bundesdeutsche Meisterschaften auszurichten, für die sich alle Musikvereine Deutschlands qualifizieren können und bei denen die Musikvereine in unterschiedlichen Klassen den Meister ermitteln.